# 兵庫県道65号神戸加古川姫路線
兵庫県道65号神戸加古川姫路線（ひょうごけんどう65ごう こうべかこがわひめじせん）は、兵庫県神戸市須磨区から姫路市を結ぶ県道（主要地方道）である。

## 概要
接続する主要道路の一部区間のみが含まれたりするため、経路はかなり迂回しており複雑である。
2019年4月現在、神戸市須磨区多井畑から垂水区つつじが丘6丁目間が未開通となっている。また、起点付近にJR山陽本線（JR神戸線）の踏切があり、この前後が車両通行止めになっているため、既開通区間だけを考えても、自動車での全線走破はできない。

### 路線データ
- 起点：神戸市須磨区天神町
- 終点：姫路市飾東町豊国（国道372号交点）
- 総延長：約55.736 km

## 歴史
- 1971年（昭和46年）6月26日 - 主要地方道65号神戸加古川姫路線（神戸市須磨区・姫路市間）として認定。
- 1993年（平成5年）5月11日 - 建設省から、県道神戸加古川姫路線が神戸加古川姫路線として主要地方道に指定される[1]。

## 路線状況

### 重複区間
- 兵庫県道21号神戸明石線（神戸市須磨区離宮前町 - 神戸市須磨区離宮西町・離宮公園前交差点）
- 兵庫県道16号明石神戸宝塚線（神戸市西区伊川谷町布施畑 - 神戸市西区伊川谷町前開・前開交差点）
- 兵庫県道83号平野三木線（神戸市西区押部谷町高和溝田・高和橋交差点 - 神戸市西区押部谷町和田・藤原橋交差点）
- 国道175号線（神戸市西区神出町田井 - 神戸市西区神出町北・神出町北交差点）
- 兵庫県道377号野村明石線（神戸市西区神出町北 - 加古郡稲美町野谷）
- 兵庫県道148号大久保稲美加古川線（加古郡稲美町加古五軒屋 - 加古郡稲美町加古・五軒屋交差点）
- 兵庫県道396号豊富御国野線（姫路市飾東町志吹 - 姫路市飾東町北山）

## 地理

### 通過する自治体
- 神戸市（須磨区 - 垂水区 - 須磨区 - 西区）
- 加古郡稲美町
- 加古川市
- 姫路市

### 交差する道路

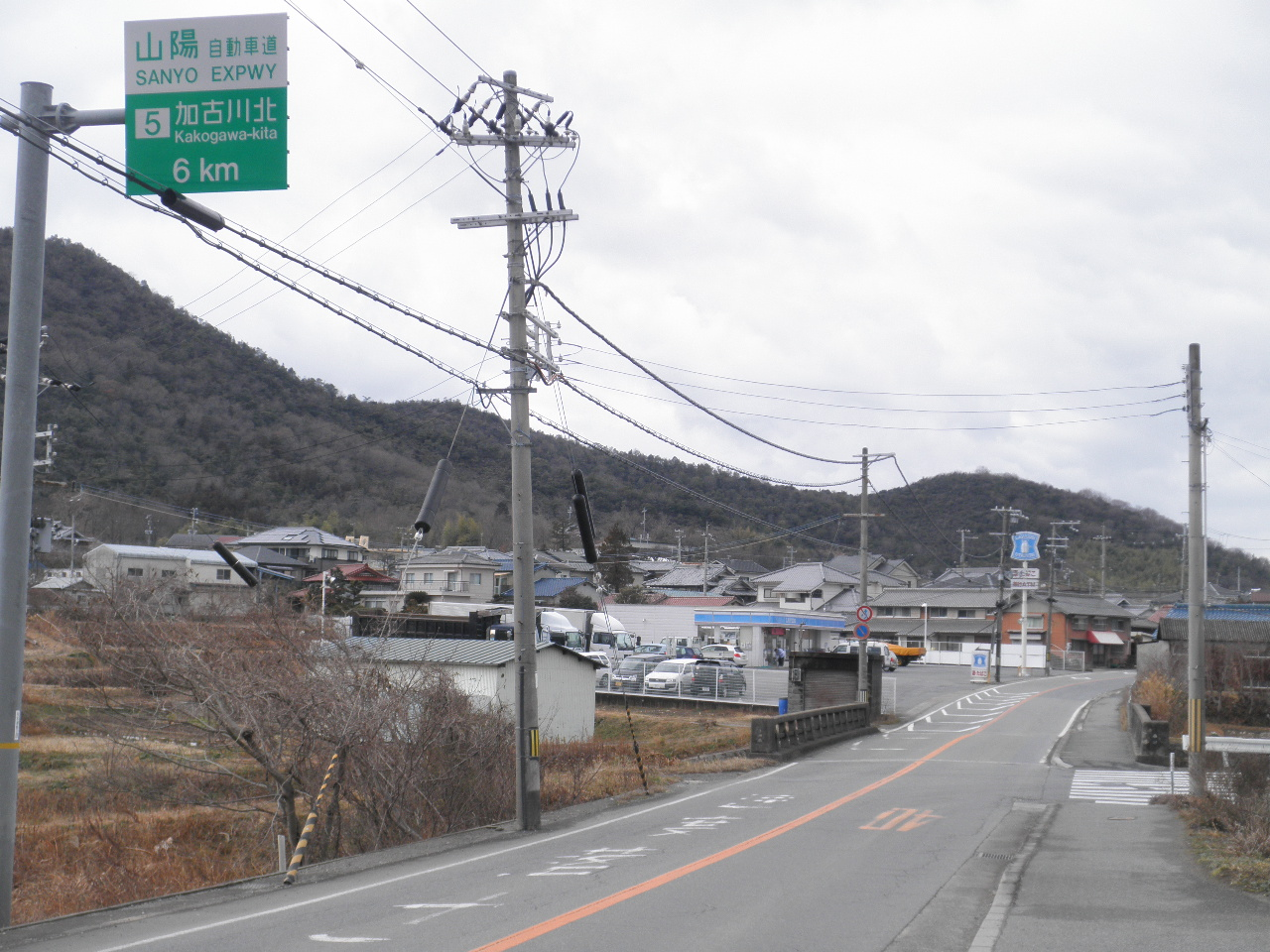
加古川市平荘町小畑石原付近

- 兵庫県道21号神戸明石線（神戸市須磨区離宮前町）
- 兵庫県道21号神戸明石線（神戸市須磨区離宮西町・離宮公園前交差点）
- 第二神明道路 須磨IC（神戸市須磨区西須磨）
未供用区間あり
- 兵庫県道488号長坂垂水線（神戸市垂水区名谷町）
- 兵庫県道65号神戸加古川姫路線 別線（神戸市須磨区弥栄台・野球場前交差点）
- 兵庫県道16号明石神戸宝塚線（神戸市西区伊川谷町前開・前開交差点）
- 阪神高速7号北神戸線 前開出入口（神戸市西区伊川谷町前開）
- 兵庫県道65号神戸加古川姫路線 別線（神戸市西区伊川谷町前開・ハイテクパーク北交差点）
- 兵庫県道52号小部明石線（神戸市西区櫨谷町福谷・福谷東交差点）
- 兵庫県道83号平野三木線（神戸市西区押部谷町高和溝田・高和橋交差点）
- 兵庫県道83号平野三木線（神戸市西区押部谷町和田・藤原橋交差点）
- 兵庫県道65号神戸加古川姫路線 バイパス（神戸市西区押部谷町和田）
- 国道175号（国道427号重複）（神戸市西区神出町田井・田井南交差点）
- 兵庫県道378号六分一神出線（神戸市西区神出町田井・田井西交差点）
- 兵庫県道377号野村明石線（神戸市西区神出町北）
- 兵庫県道377号野村明石線（加古郡稲美町野谷）
- 兵庫県道381号野谷平岡線（加古郡稲美町野谷）
- 兵庫県道148号大久保稲美加古川線（加古郡稲美町加古五軒屋）
- 兵庫県道148号大久保稲美加古川線（加古郡稲美町加古・五軒屋交差点）
- 兵庫県道84号宗佐土山線（加古郡稲美町加古上新田東・加古大池西交差点）
- 東播磨南北道路 八幡稲美ランプ・兵庫県道18号加古川小野線（加古川市八幡町上西条）
- 兵庫県道18号加古川小野線（加古川市上荘町都染・上荘橋東詰交差点）
- 兵庫県道79号高砂加古川加西線（加古川市平荘町山角）
- 兵庫県道387号平荘魚橋線（加古川市平荘町小畑）
- 兵庫県道43号高砂北条線（加古川市志方町投松・投松交差点）
- 兵庫県道515号小原宝殿停車場線（加古川市志方町志方町・志方皿池交差点）
- 兵庫県道388号飾東宝殿停車場線（加古川市志方町西牧）
- 兵庫県道396号豊富御国野線（姫路市飾東町志吹）
- 兵庫県道396号豊富御国野線（姫路市飾東町北山）
- 国道372号（姫路市飾東町豊国、終点）

別線
- 兵庫県道65号神戸加古川姫路線（神戸市須磨区弥栄台・野球場前交差点）
- 神戸淡路鳴門自動車道 布施畑インターチェンジ（神戸市須磨区弥栄台）
- 阪神高速7号北神戸線 布施畑西入口（神戸市西区伊川谷町布施畑）
- 阪神高速7号北神戸線 布施畑西出口・兵庫県道16号明石神戸宝塚線（神戸市西区伊川谷町布施畑）
- 兵庫県道16号明石神戸宝塚線（神戸市西区伊川谷町前開・前開交差点）
- 兵庫県道65号神戸加古川姫路線（神戸市西区伊川谷町前開・ハイテクパーク北交差点）

バイパス
- 兵庫県道65号神戸加古川姫路線（神戸市西区押部谷町和田）
- 国道175号 神出バイパス（神戸市西区神出町田井）
- 国道175号 神出バイパス（神戸市西区神出町北・神出町北交差点）

### 沿線にある施設など
- 須磨離宮公園
- 神戸総合運動公園
- 神戸市立農業公園
- 加古川
- 加古川市立両荘中学校